# Jagdgeschwader 80
Jagdgeschwader 80 (dobesedno slovensko: Lovski polk 80; kratica JG 80) je bil lovski letalski polk (Geschwader) v sestavi nemške Luftwaffe med drugo svetovno vojno.
Polk je bil ustanovljen v Goslarju s pripadniki NSFK in Flieger-HJ.